# Kendall Anthony
Kendall Lamont Anthony (Jackson, Tennessee, 13 de enero de 1993) es un baloncestista estadounidense que pertenece a la plantilla del Saint-Quentin Basket-Ball de la Pro B, la segunda división francesa. Con 1,73 metros de estatura, juega en la posición de base.

## Trayectoria deportiva

### Universidad
Jugó cuatro temporadas con los Spiders de la Universidad de Richmond, en las que promedió 14,2 puntos, 1,5 rebotes y 1,8 asistencias por partido. En su primera temporada fue elegido Rookie del Año de la Atlantic-10 Conference, mientras que en 2014 fue incluido en el segundo mejor quinteto de la conferencia y en el primero en 2015, su último año como universitario.

### Profesional
Tras no ser elegido en el Draft de la NBA de 2015, firmó su primer contrato profesional con el Gelişim Koleji S.K. turco, donde jugó trece partidos, en los que promedió 12,5 puntos y 2,7 asistencias. Acabó la temporada en el Sluneta Ústí nad Labem de la liga checa.
La temporada siguiente marchó a jugar al Associação Macaé de Basquete de la NBB, donde permaneció una temporada en la que promedió 20,5 puntos y 5,9 asistencias por encuentro, siendo el máximo anotador de la liga. En junio de 2017 cambia de equipo sin salir de la NBB, al fichar por el Bauru Basquete, jugando una temporada en la que promedió 13,8 puntos y 3,4 asistencias por partido.
La temporada 2018-19 la comenzó en el Valur Reykjavík islandés, donde estaba promediando 30,6 puntos y 9 asistencias por partido, hasta que en enero de 2018 firmó su primer contrato con un equipo de una liga puntera, el BCM Gravelines-Dunkerque de la Pro A francesa.
El 16 de diciembre de 2020, abandona las filas del Bnei Herzliya de la Ligat Winner y es sustituido por Abdul Gaddy.